# Орден Шарнхорста
Орден Шарнхорста (нем. Scharnhorst-Orden) — государственная награда Германской Демократической Республики. Учреждён 17 февраля 1966 года.

## Статут ордена
Орденом Шарнхорста награждались воинские части, учреждения или отдельные лица Национальной народной армии, пограничных войск ГДР или других вооружённых органов и гражданские лица за отличия, проявленные при исполнении обязанностей по защите рубежей Германской Демократической Республики и укреплению обороноспособности страны, при руководстве войсками, при совершенствовании армейской науки и армейской техники, а также при укреплении армейской коалиции социалистических братских армий. Награждение производил Председатель Национального совета обороны ГДР. Орден носился на левой стороне груди.

## Описание ордена
Орден представляет собой лучистую пятиконечную звезду, с самым большим диаметром 43 мм. На лицевой стороне находится круглый эмалированный медальон синего цвета с белой эмалированной окантовкой шириной 1 мм. На медальоне размещён чеканный портрет Герхарда Иоганна Давида Шарнхорста, под ним — два перекрещенных кинжала. Металлические части ордена изготавливались первоначально из позолоченного серебра, а с 1973 года из позолоченной бронзы. Орден при помощи ушка и кольца соединён с пятиугольной колодкой, покрытой шёлковой муаровой лентой шириной 26 мм, посередине ленты продольная синяя полоса, шириной 19 мм, по краям средней полосы две золотистые полоски шириной по 1,5 мм, затем две синее полоски шириной по 2 мм. Планка имеет в центре миниатюрное условное изображение позолоченного медальона ордена.

## История
Орден был учрежден 17 февраля 1966 года, упразднён в 1990 году. Назван в честь генерала Шарнхорста.

### Кавалеры ордена
- Хофман, Теодор
- Григоренко, Григорий Фёдорович
- Куликов, Виктор Георгиевич
- Петров, Василий Иванович
- Устинов, Дмитрий Фёдорович
- Язов, Дмитрий Тимофеевич
- Ахромеев, Сергей Фёдорович
- Мерецков, Владимир Кириллович